# صوفيا أوتشوا
صوفيا ميليسا أوتشوا تيلو (مواليد 17 نوفمبر 1995) هي لاعبة كرة قدم مكسيكية محترفة تلعب في مركز لاعبة وسط لصالح نادي إيسترن فليمز في الدوري السعودي الممتاز للسيدات.

## المسيرة الكروية

### مونتيري (2017–2019)
كانت أوتشوا جزءًا من القسم النسائي الذي تم تأسيسه حديثًا لنادي الرجال المحترف مونتيري. لعبت في أول مباراة رسمية للفريق كمبتدئة وسجلت أول هدف في تاريخ الفريق ضد نيكاكسا بعد ثلاث دقائق فقط من بداية المباراة.

### سانتوس لاغونا (2019–2020)
في يناير 2019، انضمت أوتشوا إلى فريق سانتوس لاغونا في دوري السيدات المكسيكي للمشاركة في موسم 2019–20 من دوري السيدات المكسيكي.

### هيوستن أيسز (2019–2023)
في أواخر عام 2019، انتقلت أوتشوا إلى الولايات المتحدة للعب مع هيوستن أيسز، وهو أول نادٍ تلعب له خارج المكسيك، ضمن دوري النخبة النسائي لكرة القدم.

### إيسترن فليمز (2023–الآن)
في نوفمبر 2023، أعلن نادي إيسترن فليمز عن تعاقده مع أوتشوا لمدة موسم واحد. خاضت أول مباراة لها في الدوري السعودي الممتاز للسيدات في 3 نوفمبر 2023 في خسارة 0–3 أمام النصر، حيث دخلت كبديلة لـكزيمينا ميديروس في الدقيقة 23. سجلت أول أهدافها في كأس الاتحاد السعودي للسيدات 2023–24 خلال فوز 18–0 على فريق صحم، حيث أحرزت هاتريك في المباراة.

## الإحصائيات

### الأندية
| النادي       | الموسم                                 | الدوري                         | المباريات | الأهداف | الكأس | المباريات | الأهداف | المجموع | الأهداف |
| ------------ | -------------------------------------- | ------------------------------ | --------- | ------- | ----- | --------- | ------- | ------- | ------- |
| مونتيري      | 2017–18 دوري السيدات المكسيكي          | دوري السيدات المكسيكي          | 16        | 1       | —     | —         | 20      | 1       |         |
| إيسترن فليمز | 2023–24 الدوري السعودي الممتاز للسيدات | الدوري السعودي الممتاز للسيدات | 5         | 0       | 2     | 3         | 7       | 3       |         |

## روابط خارجية
- صوفيا أوتشوا في Playmaker Stats
- صوفيا أوتشوا في موقع كرة القدم العالمية.نت